# Hermann Gutzmann jr.
Hermann Gutzmann jr. (* 20. Januar 1892 in Berlin; † 28. Juni 1972 ebenda) war ein deutscher Arzt und Begründer der ersten Logopädenlehranstalt in Deutschland. Er setzte als Phoniater das Erbe seines Vaters Hermann Gutzmann sen. in Berlin fort.

## Leben

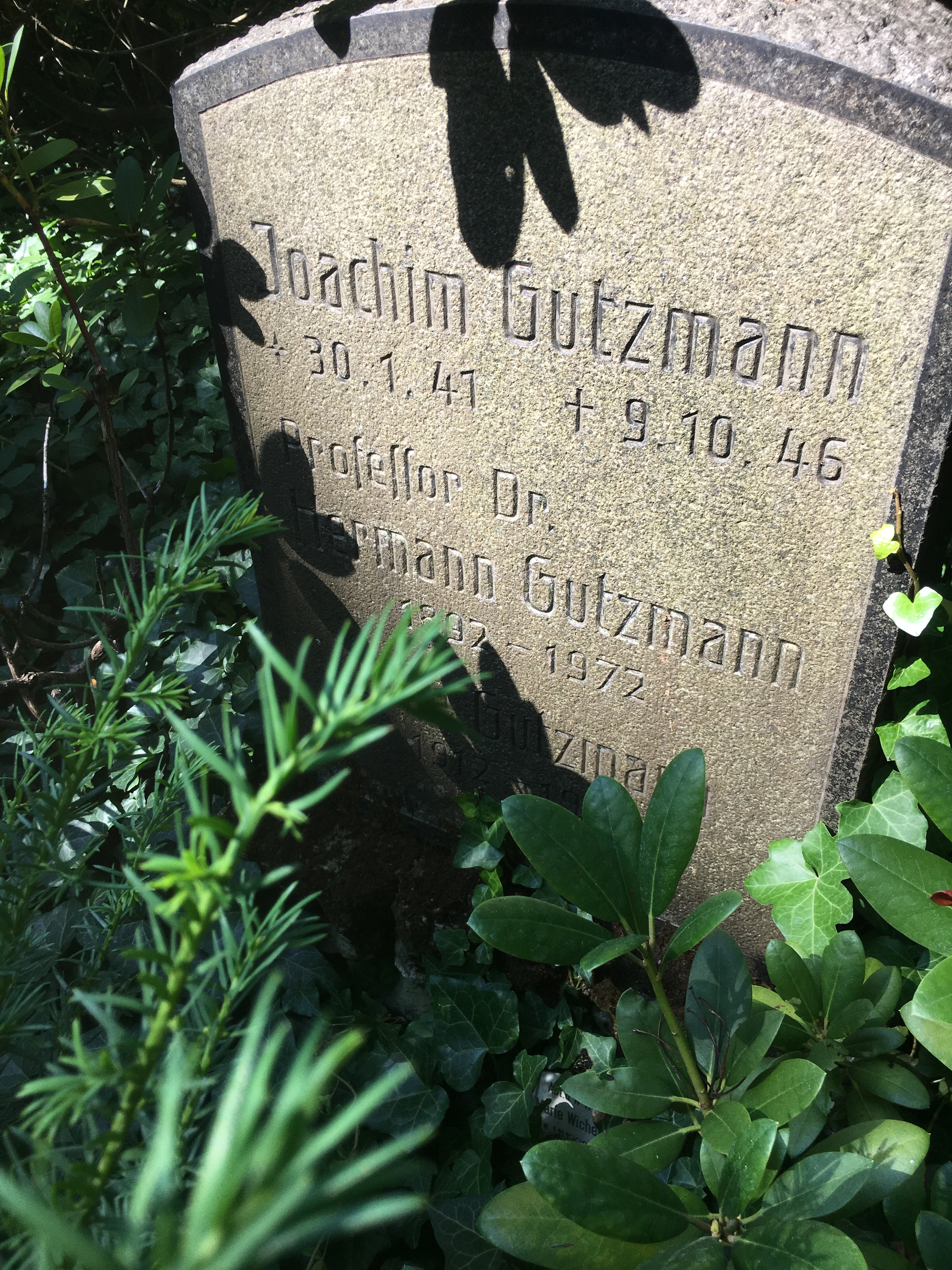
Grabstätte Hermann Gutzmann

Er besuchte das humanistische Gymnasium in Berlin-Zehlendorf, dort 1913 Abitur und nahm im Sommersemester das Medizinstudium auf. Auf die Einberufung zum Kriegsdienst 1914 folgte der Einsatz an der Westfront, zuletzt als Kompaniechef einer Maschinengewehrkompanie. Er erhielt das EK II und später das EK I. Sein unterbrochenes Medizinstudium setzte er 1919 fort, legte im gleichen Jahr sein Physikum ab. Wegen einer Sepsis, die er sich bei einer Sektion zuzog, verlor er zwei Semester. Zum Tode seines Vaters 1922 war er mit seinem Medizinstudium noch nicht fertig und erhielt erst 1923 seine Approbation. Die Promotion zum Thema Zur Diagnose und Therapie von chronischen Periösophageo-Medistinalfisteln wurde im Februar 1923 abgeschlossen. Er übernahm sofort die Leitung des privaten Sanatoriums seines Vaters, musste sich auch erst weitere Fachkenntnisse aneignen. Dazu hospitierte er bei Schülern seines Vaters unter anderem in München, Wien und Freiburg.

### Tätigkeit an der Friedrich-Wilhelms-Universität Berlin (1924–1950)
Die kommissarische Leitung des Ambulatoriums für Stimm- und Sprachstörungen an der Charité oblag Harold Zumsteeg, der diese 1924 unter Carl Otto von Eicken, Nachfolger von Gustav Killian als Leiter der HNO-Klinik, an Hermann Gutzmann abgab. Durch Fusion der beiden Ohrenkliniken in Berlin 1926 wurde Theodor Simon Flatau (1860–1937) als der ältere zum Gesamt-Leiter der Sprachklinik bis zu dessen Ruhestand 1933. 1931 stellte Gutzmann einen Habilitationsantrag für Krankheiten der Stimme und Sprache (Thema: Über einige Beziehungen der Sprachheilkunde zur Neurologie und Psychiatrie), als Referent wurde v. Eicken und als Korreferent der Internist Gustav von Bergmann bestimmt. Bei der Probevorlesung im Mai 1932 versagte er, wie er in einem Brief an Max Nadolezcny bemerkt, die Vorlesung wird von der Fakultät abgelehnt. Erst bei einem zweiten Versuch im Juli wurde seine Habilitation anerkannt.
Hermann Gutzmann trat zum 1. Mai 1933 der NSDAP bei. Er erhielt bis 1937 keinen Lohn als Mitarbeiter, wohl bis 1933 ein geringes Stipendium auf Fürsprache v. Eickens beim Preußischen Minister für Wissenschaft, Kunst und Volksbildung. Aus wirtschaftlichen Gründen musste Gutzmann daher das Sanatorium und Wohnhaus in Zehlendorf Anfang der 30er Jahre aufgeben, er zog mit seiner Frau und drei Kindern nach Berlin-Charlottenburg. Erst mit Eingliederung der Poliklinik 1937 in den Etat der HNO-Klinik konnte Gutzmann ein Gehalt beziehen. 1938 wurde er zum außerplanmäßigen Professor ernannt. Im Zuge der Umordnung der Universitäten durch die Nationalsozialisten wurde diese 1939 in eine „Professur Neuer Ordnung“ umbenannt. 
Diese Tatsache führte aus politischen Gründen 1945 zunächst zu einer Kündigung seitens des Magistrates von Berlin, die aber auf Gutzmanns Widerspruch hin zurückgenommen wurde. Auch eine Kündigung durch v. Eicken 1948 und Einsetzung eines Nachfolgers wurde nach Einspruch von Gutzmann durch die Universitätsverwaltung wieder zurückgenommen. Hintergrund dieser Kündigung war die Tatsache, dass Gutzmann unverändert seit der Vorkriegszeit eine Privatpraxis (in seiner Charlottenburger Wohnung) unterhielt, was aus Sicht Gutzmanns angesichts der wirtschaftlich schwierigen Lage in dieser Zeit notwendig war. 1949 baute er im Bunker des ehemaligen Dienstsitzes des Reichsaußenministers Joachim von Ribbentrop in Berlin-Dahlem eine eigenfinanzierte Zentralstelle für Sprachgestörte auf.

### Tätigkeit an der FU Berlin (1950–1970)
Die Gründe für seine eigene Kündigung bei der Charité im August 1950 sind nicht bekannt, Gutzmann wurde aber zügig an die neu gegründete FU Berlin umhabilitiert.
1951 übernahm der Bezirk Charlottenburg die Zentralstelle als städtische Einrichtung, die dem Krankenhaus Westend, dem Universitätsklinikum der FU, angegliedert wurde. 1958 erfolgte die Übernahme als Universitäts-Poliklinik für Stimm- und Sprachkranke (PSSK) durch die FU.

### Gründung der Logopädenlehranstalt
Neben seiner Lehr- und Forschungstätigkeit widmete sich Gutzmann sein ganzes Leben intensiv der Ausbildung von Sprachtherapeuten, besonders von Medizinischen Sprachtherapeuten (als Abgrenzung zu Sprachheilpädagogen)
Nach langen Verhandlungen mit dem Berliner Senat gründete Gutzmann unter maßgeblicher Mitarbeit von Ursula Wieder und seiner Oberärztin Gisela Boers 1961 die erste Logopädenlehranstalt in Deutschland. Er war zu diesem Zeitpunkt wegen Erreichens der Altersgrenze schon ein Jahr nicht mehr als Leiter der Poliklinik tätig. Die Leitung der offiziell am 15. Juli 1962 eröffneten Lehranstalt behielt er jedoch bis zum Jahre 1970.
Hermann Gutzmann starb 1972 im Alter von 80 Jahren in Berlin. Sein Grab befindet sich auf dem Friedhof Zehlendorf.

## Schüler
- Gottfried E. Arnold (1914–1989)
- Hans H. Bauer (1926–2019)
- Helmut Loebell (1894–1964)